# Östfinsk lantras

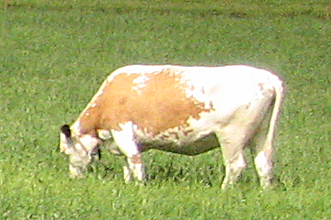
.

Östfinsk lantras (finska: Itäsuomenkarja) är en finländsk lantras av nötkreatur. Den en koras av mjölktyp, ursprungligen hemmahörande i Karelen, Savolax och i södra Österbotten.
Den Östfinska lantrasen är i allmänhet kullig men kan även vara behornad. Färgen är rödbrokig, ofta ryggskäck. Kons levende vikt ligger på omkring 380 kilo.